# Оберто II
Оберто II (італ. Oberto II; д/н — бл. 1014) — маркграф Мілану, граф Луни, Тортони і Генуї в 975—1014 роках.

## Життєпис
Походив з роду Обертенгів. Другий син Оберто I, маркграфа Міланського і Східнолігурійського, графа Луні, Генуї, та Юлії Сполетської. У 975 році після смерті батька зі старшим братом Альберто II успадкував родинні титули й володіння.
У 1002 році після смерті брата став одноосібним маркграфом Мілану і Східної Лігурії. Того ж року разом із синами приєднався до повстання Ардуїна Іврейського, який оголосив себе королем Італії. 1014 року після поразки останнього потрапив у полон, де невдовзі помер. Володіння розділили його сини.

## Родина
Дружина — Райленда, донька графа Ріпранда.
Діти:
- Уго (д/н—1014), маркграф Мілану
- Альберто Аццо (970—1029), маркграф Мілану
- Берта (997—1040), дружина Ардуїна I, короля Італії
- Адальберто IV, маркграф Мілану
- Гвідо
- Оберто Обіццо, маркграф Східної Лігурії